# الجمعية الوطنية لأبحاث وعلاج المثلية الجنسية
الجمعية الوطنية لأبحاث وعلاج المثلية الجنسية (بالإنجليزية: National Association for Research & Therapy of Homosexuality)‏ أو اختصارا (بالإنجليزية: NARTH)‏ هي منظمة تقدم علاج التحويل الجنسي وغيره من الأنظمة الأخرى التي تسعي إلى تغيير التوجه الجنسي للأشخاص الراغبين في العلاج من المثلية الجنسية، وقد وُصِفت الجمعية الوطنية لأبحاث وعلاج المثلية الجنسية من قبل مجموعة الوزارة المسيحية علي أنها شريك للوزارة في شكل«منظمة مهنية وعلمية متعددة التخصصات، مكرسة نفسها لخدمة الأشخاص الذين يعانون/كارهين للانجذاب المثلي».
تأسست الجمعية الوطنية لأبحاث وعلاج المثلية الجنسية في عام 1992 علي يد جوزيف نيكولوسي( Joseph Nicolosi)، بنيامين كوفمان(Benjamin Kaufman)، وتشارلز سوكارايد(Charles Socarides)، ويقع مقرها الرئيسي في إنسينو، كاليفورنيا، في عيادة توماس النفسية، ويرأسها حالياً جولي هاميلتون (Julie Hamilton).
يختلف قادة الجمعية الوطنية لأبحاث وعلاج المثلية الجنسية مع وجهة نظر منظمات الصحة العقلية الكبرى في العالم أن المثلية الجنسية ليست اضطراب.